# العلاقات الفلبينية القرغيزستانية
العلاقات الفلبينية القيرغيزستانية هي العلاقات الثنائية التي تجمع بين الفلبين وقيرغيزستان.

## مقارنة بين البلدين
هذه مقارنة عامة ومرجعية للدولتين:
| وجه المقارنة                                              | الفلبين                       | قيرغيزستان                      |
| --------------------------------------------------------- | ----------------------------- | ------------------------------- |
| المساحة (كم2)                                             | 343.45 ألف                    | 199.95 ألف                      |
| عدد السكان (نسمة)                                         | 104.92 مليون                  | 6.20 مليون                      |
| الكثافة السكانية (ن./كم²)                                 | 305.49                        | 31.01                           |
| العاصمة                                                   | مانيلا                        | بيشكك                           |
| اللغة الرسمية                                             | اللغة الفلبينية، لغة إنجليزية | اللغة الروسية، اللغة القيرغيزية |
| العملة                                                    | بيسو فلبيني                   | سوم قيرغيزستاني                 |
| الناتج المحلي الإجمالي (بليون دولار)                      | 313.60 مليار                  | 7.56 مليار                      |
| الناتج المحلي الإجمالي (تعادل القوة الشرائية) بليون دولار | 743.90 مليار                  | 20.45 مليار                     |
| الناتج المحلي الإجمالي الاسمي للفرد دولار أمريكي          | 2.90 ألف                      | 1.10 ألف                        |
| الناتج المحلي الإجمالي للفرد دولار أمريكي                 | 7.39 ألف                      |                                 |
| مؤشر التنمية البشرية                                      | 0.668                         | 0.655                           |
| رمز المكالمات الدولي                                      | +63                           | +996                            |
| رمز الإنترنت                                              | .ph                           | .kg                             |
| المنطقة الزمنية                                           | توقيت الفلبين                 | ت ع م+06:00                     |

## منظمات دولية مشتركة
يشترك البلدان في عضوية مجموعة من المنظمات الدولية، منها:
| علم المنظمة | اسم المنظمة                        | تاريخ انضمام الفلبين | تاريخ انضمام قيرغيزستان |
| ----------- | ---------------------------------- | -------------------- | ----------------------- |
|             | بنك التنمية الآسيوي                | 1966                 | 1994                    |
|             | مؤسسة التنمية الدولية              | 28 أكتوبر 1960       | 24 سبتمبر 1992          |
|             | يونسكو                             | 21 نوفمبر 1946       | 2 يونيو 1992            |
|             | وكالة ضمان الاستثمار متعدد الأطراف | 8 فبراير 1994        | 21 سبتمبر 1993          |
|             | الأمم المتحدة                      | 24 أكتوبر 1945       | 2 مارس 1992             |
|             | الاتحاد البريدي العالمي            | ?                    | ?                       |
|             | البنك الدولي للإنشاء والتعمير      | 27 ديسمبر 1945       | 18 سبتمبر 1992          |
|             | الاتحاد الدولي للاتصالات           | 25 مايو 1912         | 20 يناير 1994           |
|             | منظمة حظر الأسلحة الكيميائية       | ?                    | ?                       |
|             | مؤسسة التمويل الدولية              | 12 أغسطس 1957        | 11 فبراير 1993          |
|             | منظمة التجارة العالمية             | 1995                 | ?                       |
|             | منظمة الشرطة الجنائية الدولية      | ?                    | ?                       |

## وصلات خارجية
- موقع وزارة الخارجية الفلبينية
- موقع وزارة الخارجية القيرغيزستانية